# Diego Palacios
Diego José Palacios Espinoza (Guayaquil, 1999. július 12. –) ecuadori válogatott labdarúgó, az amerikai Los Angeles hátvédje.

## Pályafutása

### Klubcsapatokban
Palacios az ecuadori Guayaquil városában született. Az ifjúsági pályafutását a Norte América csapatában kezdte, majd az Aucas akadémiájánál folytatta.
2017-ben mutatkozott be az Aucas felnőtt keretében. A 2018–19-es szezonban a holland első osztályban szereplő Willem II csapatát erősítette kölcsönben. 2019. augusztus 7-én 4½ éves szerződést kötött az észak-amerikai első osztályban érdekelt Los Angeles együttesével. Először a 2019. szeptember 30-ai, Minnesota United ellen 1–1-es döntetlennel zárult mérkőzésen lépett pályára. Első gólját 2022. június 26-án, a New York Red Bulls ellen hazai pályán 2–0-ás győzelemmel zárult találkozón szerezte meg.

### A válogatottban
Palacios az U20-as korosztályú válogatottban is képviselte Ecuadort.
2018-ban debütált a felnőtt válogatottban. Először a 2018. október 12-ei, Katar ellen 4–3-ra elvesztett mérkőzésen lépett pályára.

## Statisztikák
2022. november 5. szerint
| Klub                   | Szezon   | Osztály    | Bajnokság | Bajnokság | Kupa  | Kupa | Nemzetközi | Nemzetközi | Összesen | Összesen |
| Klub                   | Szezon   | Osztály    | Meccs     | Gól       | Meccs | Gól  | Meccs      | Gól        | Meccs    | Gól      |
| ---------------------- | -------- | ---------- | --------- | --------- | ----- | ---- | ---------- | ---------- | -------- | -------- |
| Aucas                  | 2018     | Serie A    | 23        | 0         | 0     | 0    | —          | —          | 23       | 0        |
| Willem II (kölcsönben) | 2018–19  | Eredivisie | 27        | 0         | 5     | 0    | —          | —          | 32       | 0        |
| Los Angeles            | 2019     | MLS        | 2         | 0         | 0     | 0    | —          | —          | 2        | 0        |
| Los Angeles            | 2020     | MLS        | 18        | 0         | 0     | 0    | 5          | 0          | 23       | 0        |
| Los Angeles            | 2021     | MLS        | 27        | 0         | 0     | 0    | —          | —          | 27       | 0        |
| Los Angeles            | 2022     | MLS        | 31        | 1         | 3     | 0    | 1          | 0          | 35       | 1        |
| Los Angeles            | Összesen | Összesen   | 78        | 1         | 3     | 0    | 6          | 0          | 87       | 1        |
| Összesen               | Összesen | Összesen   | 129       | 1         | 8     | 0    | 6          | 0          | 143      | 1        |

### A válogatottban
| Válogatott | Év       | Pályára lépés | Gól |
| ---------- | -------- | ------------- | --- |
| Ecuador    | 2018     | 1             | 0   |
| Ecuador    | 2019     | 4             | 0   |
| Ecuador    | 2020     | 1             | 0   |
| Ecuador    | 2021     | 4             | 0   |
| Ecuador    | 2022     | 2             | 0   |
| Összesen   | Összesen | 12            | 0   |

## Sikerei, díjai
Los Angeles
- MLS
  - Bajnok (1): 2022

Ecuadori U20-as válogatott
- U20-as labdarúgó-világbajnokság
  - Ezüstérmes (1): 2019

Egyéni
- MLS All-Stars: 2022

## Fordítás
Ez a szócikk részben vagy egészben  a   Diego Palacios című angol Wikipédia-szócikk fordításán alapul.  Az eredeti cikk szerkesztőit annak laptörténete sorolja fel. Ez a jelzés csupán a megfogalmazás eredetét és a szerzői jogokat jelzi, nem szolgál a cikkben szereplő információk forrásmegjelöléseként.